# الحصمة (جيشان)

تعديل مصدري - تعديل

الحصمة هي إحدى قرى عزلة جيشان بمديرية جيشان التابعة لمحافظة أبين، بلغ تعداد سكانها 42 نسمة حسب تعداد اليمن لعام 2004.